# Maurice Ignace Fresia
 (juillet 2019).
Si vous disposez d'ouvrages ou d'articles de référence ou si vous connaissez des sites web de qualité traitant du thème abordé ici, merci de compléter l'article en donnant les références utiles à sa vérifiabilité et en les liant à la section « Notes et références ».
Maurice Ignace Fresia (en italien Maurizio Ignazio Fresia), baron d'Ogliano, d'Oglianto ou d'Oglianico, né le 1er août 1746 à Saluces dans la Stura et mort le 2 novembre 1826 à Paris, est un général de division italien issu d'une famille noble du Piémont.

## Biographie

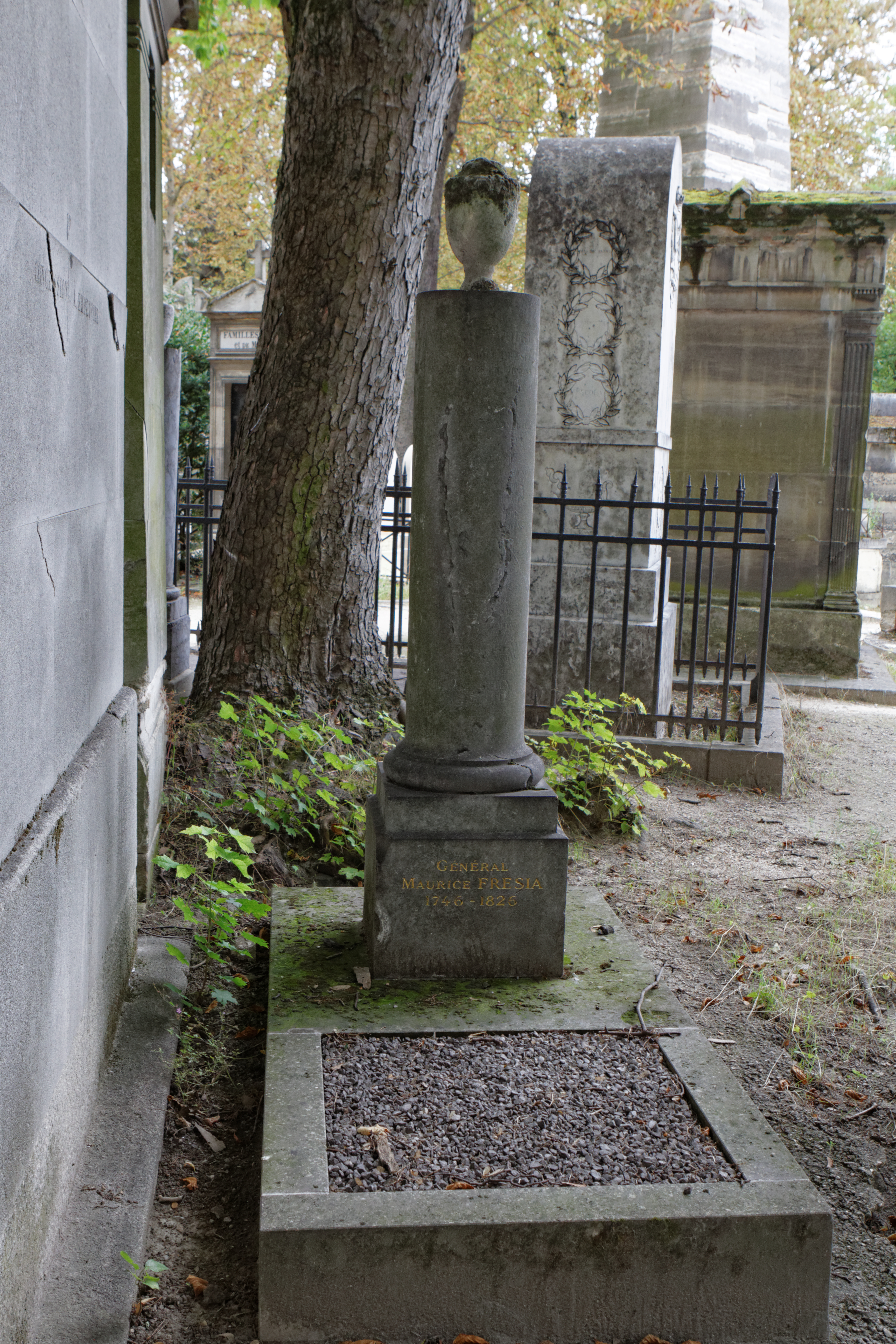
Tombe au cimetière du Père-Lachaise.

Admis à l'École militaire de Turin au mois d'octobre 1758, le jeune Fresia entre comme cornette dans le régiment de dragons au service du roi de Sardaigne le 17 avril 1766 et devient aide-major le 26 avril 1776. Il passe successivement capitaine le 7 août de la même année, major le 27 septembre 1787, lieutenant-colonel du régiment de Chablais (dragons) le 3 août 1790 et enfin colonel du même régiment le 15 mars 1793. Pendant la guerre que la Sardaigne soutient contre la France, Fresia combat dans les rangs de l'armée piémontaise et commande en l'an IV les chevau-légers du roi avec le grade de brigadier lorsque les États du souverain sont envahis par l'armée française sous les ordres de Napoléon Bonaparte. Fresia continue à servir la couronne piémontaise jusqu'à la paix de Cherasco. Lorsque le roi Victor-Amédée est obligé en l'an VI d'abandonner le Piémont pour se retirer en Sardaigne, Fresia s'empresse d'offrir ses services à la France qui les accepte, et se rend à l'armée d'Italie où ses talents et sa bravoure le font remarquer.
Chargé, à l'ouverture de la campagne de cette année, du commandement d'une brigade de dragons dans la division du général Hatry, il se trouve le 26 mars 1799 à la bataille qui a lieu sous les murs de Vérone. À l'affaire du 16, il culbute un régiment autrichien à la tête de deux petits escadrons et le fait prisonnier. Il obtient alors le commandement de toutes les troupes piémontaises. Il est présent au combat de Verderio, sur l'Adda, où il a à lutter contre les forces supérieures en nombre des Russes et des Autrichiens et à l'issue duquel il doit capituler avec 2 500 hommes. Rendu peu après à l'armée française, Fresia est nommé général de brigade le 3 avril 1802. Au mois de germinal an XI, il est investi dans la 19e division militaire du commandement du département de la Haute-Loire jusqu'au mois de messidor suivant, époque à laquelle il se rend à Montpellier pour y organiser la légion du Midi, composée de Piémontais. C'est lui que le général Frégeville, commandant la 9e division militaire, envoie à Paris le 2 floréal pour porter à l'Empereur les vœux des militaires de la division. Le général Fresia se rend ensuite à Auxonne où il continue ses fonctions puis organise dans cette ville trois bataillons, dont deux sont embarqués sur la flotte de Rochefort.
Fait membre de la Légion d'honneur le 19 frimaire an XII, il est nommé commandeur de l'ordre le 25 prairial de la même année. L'Italie est témoin de ses exploits pendant les campagnes de l'an XIV et de 1806 qu'il fait sous les ordres du maréchal Masséna. S'étant rendu peu de temps après à la Grande Armée en Prusse avec une division de cuirassiers, Fresia obtient le grade de général de division le 3 juin 1807 et commande en cette qualité un corps de cavalerie étrangère à la bataille de Friedland. Au mois de décembre de la même année, il reçoit l'ordre d'aller prendre le commandement de la cavalerie du 2e corps d'observation de la Gironde, avec lequel il entre en Espagne. Il ne peut empêcher la capitulation de Bailén signée par le général Dupont mais n'est pas compris dans la disgrâce de la plupart des généraux qui ont participé à cette affaire. À sa rentrée en France, Napoléon le crée baron de l'Empire, puis le nomme commandant de la 18e division militaire de Dijon et le charge en 1809 d'une mission importante près de la cour de Toscane. Il lui donne ensuite l'ordre de se rendre à la Grande Armée à la tête des régiments de cavalerie organisés en Italie. 
Après la campagne d'Autriche, il revient dans la péninsule pour prendre le commandement de la 4e division militaire du royaume. Lors de la mort de l'amiral Villaret-Joyeuse, Fresia obtient le gouvernement provisoire de Venise, fait la campagne de Saxe en 1813 à la tête d'une division de cavalerie puis, devenu commandant des provinces illyriennes dont Fouché est gouverneur général, il met en état de défense les châteaux de Leybach et de Trieste. Dès que ces provinces sont évacuées, il passe en Piémont pour reprendre le commandement de l'une des divisions de l'armée de réserve qui s'organise dans ce pays. Chargé le 1er février 1814 de défendre la ville et la rivière de Gênes où il résiste jusqu'au 18 avril, il conclut avec l'amiral anglais Bentinck une convention et sort de Gênes avec les honneurs de la guerre. Ayant ramené ses troupes en France, une ordonnance du roi le fait chevalier de Saint-Louis. Admis à la retraite le 24 décembre de la même année et naturalisé Français le 7 décembre 1814, le général Fresia fixe sa résidence à Paris où il meurt le 2 novembre 1826. Il est inhumé au cimetière du Père-Lachaise (24e division).